# Expointer
A Expointer é uma feira agropecuária de destaque nacional e internacional, realizada no Parque Estadual de Exposições Assis Brasil, na cidade de Esteio, no Rio Grande do Sul. É considerada a maior feira de exposição de animais da América Latina. A exposição ocorre sempre no final do mês de agosto e no início de setembro, abrangendo dois fins de semana, que são os períodos em que recebe mais visitantes.

## História

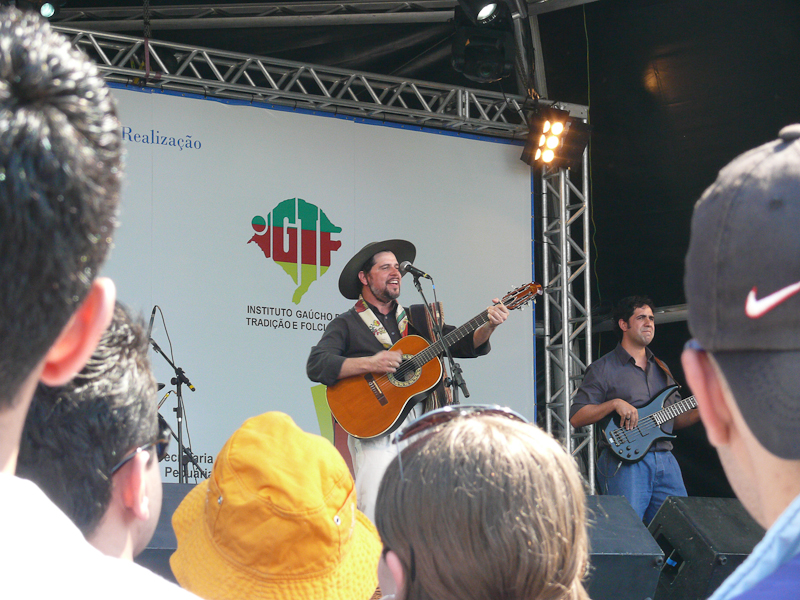
Apresentação de Érlon Péricles no Galpão Nativo ao vivo na Expointer 2011

A primeira exposição ocorreu em 24 de fevereiro de 1901, em Porto Alegre, em pavilhões dos Campos da Redenção, atual Parque Farroupilha. A partir de 1909, passou a ser realizada no Prado Rio-Grandense, onde depois foi construído o Parque de Exposições Menino Deus, onde atualmente funciona a Secretaria da Agricultura, Pecuária e Desenvolvimento Rural (SEAPDR), num espaço de 4ha.
Entre 1967 e 1969, os organizadores da Exposição Estadual de Animais começaram a analisar a mudança de local, pois a feira já estava grande demais para o parque, já recebendo participantes da Argentina e Uruguai. O governo gaúcho comprou, então, 64 hectares da Fazenda Kroeff, em Esteio, um lugar que inicialmente desagradou o setor agrário, que o considerava longe da capital. Mesmo assim, em 29 de agosto de 1970 o novo parque foi inaugurado. Em 1972, a feira passou a ser internacional e recebeu o nome de Exposição Internacional de Animais, Expointer. Já na primeira edição participam expositores de 13 países (Canadá, Holanda, França, Estados Unidos, Inglaterra, Alemanha, Áustria, Suécia, Dinamarca, Bélgica, Uruguai, Argentina e Chile) e 2,9 mil animais. Na época, a Expointer era realizada a cada dois anos.
As tradicionais esferas da entrada do parque, nas cores da bandeira do Rio Grande do Sul, foram doadas em 1974 pelo governo da Alemanha Ocidental. Em 1977, o Parque de Esteio é renomeado para Parque Estadual de Exposições Assis Brasil (PEEAB), homenagem a Joaquim Francisco de Assis Brasil, um dos mais importantes políticos e produtores rurais gaúchos no começo do século XX que, em agosto do mesmo ano, recebeu o título de Patrono da Agricultura pelo governo do Rio Grande do Sul.

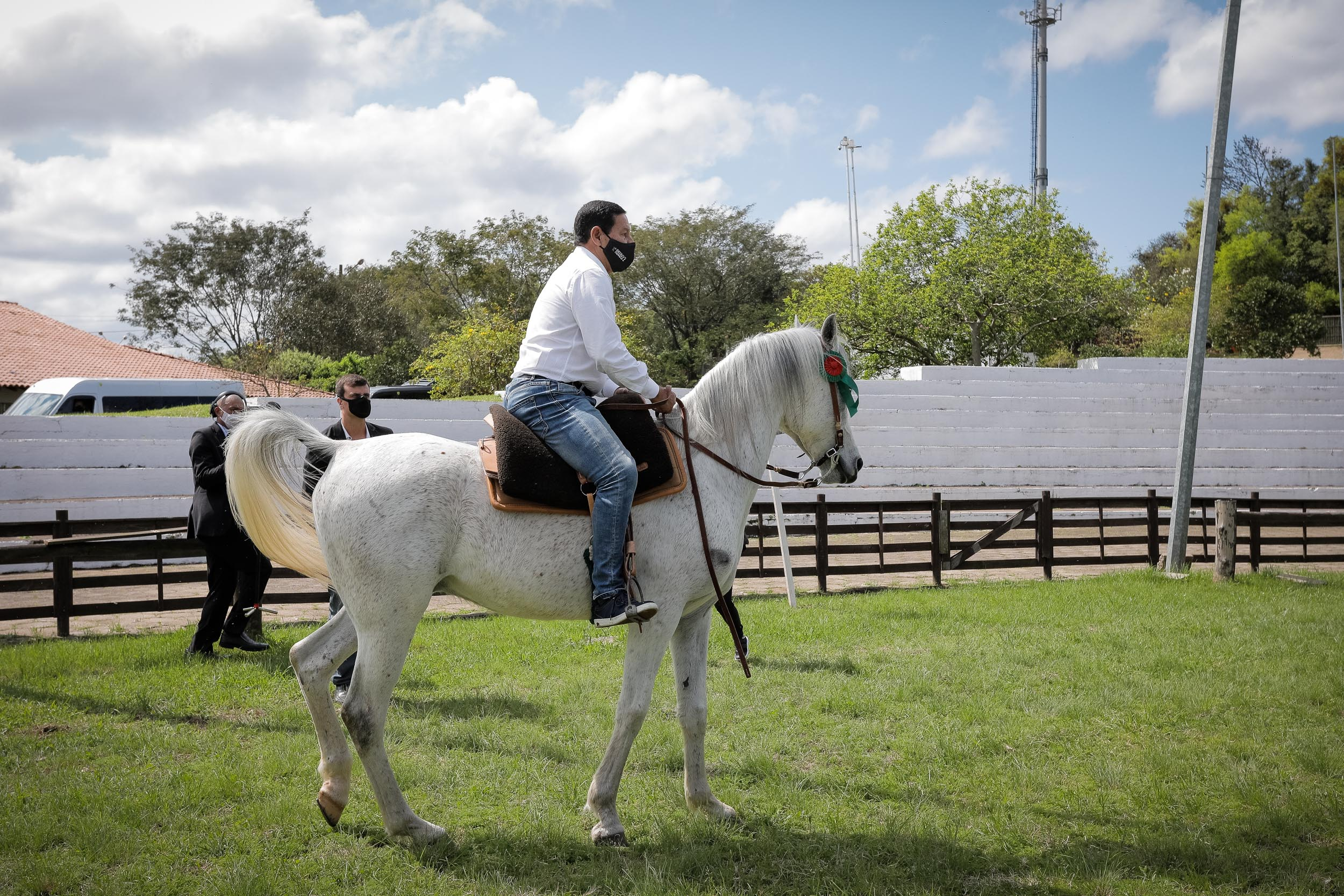
Hamilton Mourão, político e general da reserva gaúcho, montado à cavalo na Expointer de 2021

A exposição passou a ser anual em 1984. Em 1998, a área do parque foi ampliada, passando de 64 para 141 hectares. No ano seguinte, inicia a participação das agroindústrias, com a realização da primeira Feira de Agricultura Familiar, com 30 expositores. Em 2004, a feira teve seu maior público, recebendo 720 mil pessoas, com mais de 200 mil pagantes.
No ano de 2012 é lançada a maquete da remodelação do Parque Assis Brasil, planejando seu uso durante o ano todo. Três anos depois, é assinada a parceria público-privada entre o governo do Estado e a construtora Bolognesi, prevendo a construção de um hotel, agroshopping, área de eventos no entorno do Parque e dique para evitar alagamentos. A Bolognesi teria 10 anos para fazer os investimentos na área concedida. No entanto, em 2018 a parceria foi desfeita. No mesmo ano, foi inaugurado o novo pavilhão da agricultura familiar, com 7 mil m².
Com a pandemia do coronavírus, a feira de 2020 foi realizada de forma digital, com venda de máquinas e eventos transmitidos virtualmente. No ano seguinte, já com vacinação as ainda com limitações sanitárias, a Expointer aconteceu de forma híbrida, permitindo a entrada de até 15 mil visitantes. Em 2022, a feira voltou a ocorrer normalmente.

## Freio de Ouro
Principal prova de cavalos crioulos e uma das grandes atrações da feira, o Freio de Ouro foi realizado pela primeira vez em 1982, com apenas 12 animais na disputa. Inicialmente, fêmeas e machos competiam juntos, o que mudou em 1993. Atualmente, dois grupos de 48 animais disputam o Freio de Ouro durante quatro dias.